# Alexander Hoyos
Le comte Alexander von Hoyos est un diplomate autrichien né le 13 mai 1876 à Fiume (aujourd'hui Rijeka) en Croatie et mort le 20 octobre 1937 à Schwertberg (Autriche).

## Biographie
Il épouse en 1913 à Paris Edmée de Loys-Chandieu (1892–1945), avec laquelle il a quatre enfants.
Chef de cabinet au ministère des Affaires étrangères  austro-hongrois lors du déclenchement de la Première Guerre mondiale en 1914, Hoyos a joué un rôle important dans la crise de juillet. Dans ce contexte, il a été envoyé à Berlin pour obtenir le soutien allemand à la politique austro-hongroise dirigée contre la Serbie,.